# Karine Jean-Pierre
Karine Jean-Pierre (nascida em 13 de agosto de 1974) é uma organizadora de campanhas políticas, ativista, comentarista política e autora americana, que serviu como Porta-voz da Casa Branca de 13 de maio de 2022 a 20 de janeiro de 2025, substituindo Jen Psaki, tornando-a a primeira pessoa negra e a primeira pessoa abertamente LGBTQ a ser Secretária de Imprensa do governo dos Estados Unidos. Ela havia servido anteriormente como vice-secretária de imprensa entre 2021 e 2022. Durante a campanha eleitoral de 2020, ela também havia atuado como chefe de gabinete para Kamala Harris.
Anteriormente, Jean-Pierre foi ainda o conselheira sênior e porta-voz nacional para MoveOn.org e analista política para os canais NBC News e MSNBC. Ela também é ex-professora de assuntos internacionais e públicos na Universidade Columbia.